# BVV in het seizoen 1964/65
Het seizoen 1964/1965 was het 11e jaar in het bestaan van de Bossche betaaldvoetbalclub BVV. De club kwam uit in de Tweede divisie B en eindigde daarin op de zevende plaats. Tevens deed de club mee aan het toernooi om de KNVB beker, hierin werd in de eerste ronde verloren van Elinkwijk (0–1).

## Wedstrijdstatistieken

### Tweede divisie B
|       | Baronie | D.F.C. | Fortuna | 't Gooi | Helmondia '55 | Hermes DVS | HVC   | Limburgia | LONGA | NOAD  | Roda JC | SVV   | Wilhelmina | Xerxes |
| ----- | ------- | ------ | ------- | ------- | ------------- | ---------- | ----- | --------- | ----- | ----- | ------- | ----- | ---------- | ------ |
| Thuis | 2 – 1   | 3 – 3  | 1 – 1   | 2 – 1   | 3 – 0         | 2 – 1      | 2 – 1 | 2 – 2     | 3 – 0 | 1 – 0 | 0 – 0   | 2 – 1 | 0 – 1      | 0 – 4  |
| Uit   | 2 – 0   | 3 – 0  | 1 – 0   | 0 – 1   | 2 – 0         | 3 – 1      | 0 – 2 | 1 – 0     | 0 – 0 | 1 – 2 | 5 – 1   | 1 – 0 | 2 – 2      | 0 – 1  |

### KNVB beker
| 1e ronde                                            | Elinkwijk           | 1 – 0 (1 – 0) | BVV |
| 4 oktober 1964 Plaats: Utrecht Amsterdamsestraatweg | Henny van Egdom 30' |               |     |

## Statistieken BVV 1964/1965

### Eindstand BVV in de Nederlandse Tweede divisie B 1964 / 1965
| Stand | Gespeeld | Gewonnen | Gelijk | Verloren | Punten | Doelpunten voor | Doelpunten tegen |
| ----- | -------- | -------- | ------ | -------- | ------ | --------------- | ---------------- |
| 7e    | 28       | 12       | 6      | 10       | 30     | 33              | 37               |

### Topscorers
| #              | Naam              | Goal |
| -------------- | ----------------- | ---- |
| 1.             | Gerard Weber      | 8    |
| 2.             | Pierre van Dalsen | 5    |
| 2.             | Jan Gösgens       | 5    |
| 4.             | Wim van Helvoort  | 3    |
| 4.             | Toon Pennings     | 3    |
| 6.             | Daan Netten       | 2    |
| 6.             | Gerard Schuurman  | 2    |
| 8.             | Mari van Bergen   | 1    |
| 8.             | Gerrie van Hout   | 1    |
| 8.             | Sjef Koningstein  | 1    |
| 8.             | Henk Lugters      | 1    |
| Eigen doelpunt |                   |      |
| –              | Voeten (Baronie)  | 1    |
| Totaal         | Totaal            | 33   |

| #      | Naam        | Goal |
| ------ | ----------- | ---- |
| –      | Geen speler | 0    |
| Totaal | Totaal      | 0    |